# Paula Andrea Rodríguez Rueda
Paula Andrea Rodríguez Rueda est une joueuse d'échecs colombienne née le 7 juillet 1996. Maître international depuis 2014 (titre mixte), elle a remporté deux fois le championnat de Colombie (en 2013 et 2016).
Au 1er juin 2018, elle est la numéro un colombienne avec un classement Elo de 2 309 points.
Lors du championnat du monde junior féminin, elle finit quatrième en 2016.

## Olympiades
Paula Andrea Rodríguez a représenté la Colombie au premier échiquier lors des olympiades féminines de 2014 et 2016,.